# Barbara Palvin
Barbara Palvin (ur. 8 października 1993 w Budapeszcie) – węgierska modelka. Ambasadorka Armani Beauty. W 2019 została aniołkiem Victoria’s Secret.

## Życiorys

### Wczesne lata
Urodziła się i dorastała w Budapeszcie. Uczyła się w szkole podstawowej i gimnazjum im. Ferenca Erkela. Naukę kontynuowała w liceum im. Pála Szinyeia Merse. Jako dziecko najbardziej interesowała się śpiewem i piłką nożną.

### Kariera
Karierę modelki rozpoczęła w 2006, w wieku 13 lat, kiedy została odkryta podczas spaceru po Budapeszcie. W tym samym roku wzięła udział w swojej pierwszej sesji dla magazynu „Spur”. W 2008 pojawiła się w głównym magazynie modowym magazynu „Elle”, a po wyjeździe do Japonii, jej kariera nabrała tempa. W 2009 została przyjęta do IMG Modeling Agency. Znalazła się na okładkach rosyjskich, francuskich i holenderskich wydań „L’Officiel”, rosyjskiej edycji „Vogue”, węgierskiej edycji „Glamour” i „Jalous”. W lutym 2012 została ambasadorem i twarzą paryskiego L’Oréal.
W lutym 2010 podczas Tygodnia Mody w Mediolanie występowała dla Prady. Była zatrudniana przez Louis Vuitton, Miu Miu, Nina Ricci, Emanuel Ungaro, Christopher Kane, Julien MacDonald, Jeremy Scott, Vivienne Westwood, Etro. W 2011 otworzyła pokaz Chanel.
Palvin zajęła 40. miejsce na liście Top 50 Models Women według models.com.
Była na okładkach magazynów takich jak „Vogue”, „Harper’s Bazaar”, „Numéro”, „Elle”, „Allure”, „Cosmopolitan”, „Marie Claire”, „InStyle”, „Glamour”, „Tustyle”, „Maxim”, „Gisele”, „GQ” i „Lui”.
Debiutowała na kinowym ekranie w roli Antimache, królowej Tyrynsu, żony króla Eurysteusza (Joseph Fiennes) w filmie Bretta Ratnera Herkules (2014). W westernie Tygrys (Tyger Tyger, 2021) wystąpiła jako Eggzema.

## Życie prywatne
W czerwcu 2018 związała się z Dylanem Sprouse’em. W czerwcu 2023 roku para ogłosiła swoje zaręczyny. 18 lipca 2023 para wzięła ślub na Węgrzech, w rodzinnej miejscowości modelki.